# Resultados do Carnaval do Rio de Janeiro em 1956
Nesta página estão listados os resultados dos concursos de escolas de samba, frevos carnavalescos, ranchos carnavalescos e sociedades carnavalescas do carnaval do Rio de Janeiro do ano de 1956. Os desfiles foram realizados entre os dias 12 e 14 de fevereiro de 1956.
O Império Serrano conquistou seu sexto título de campeão do carnaval carioca. A escola apresentou o enredo "Caçador de Esmeraldas ou Sonho das Esmeraldas", sobre a busca do bandeirante Fernão Dias Paes Leme por pedras preciosas. A Portela foi vice-campeã por seis pontos de diferença para o Império. Últimas colocadas, Unidos da Congonha, Unidos do Indaiá e Unidos do Salgueiro foram rebaixadas para a segunda divisão.
Flor do Lins e União do Centenário venceram o Campeonato, sendo promovidas à primeira divisão junto com a vice-campeã, Unidos de Vila Isabel.
Lenhadores ganhou a disputa dos frevos. União dos Caçadores foi o campeão dos ranchos. O desfile das grandes sociedades foi considerado um fracasso pela imprensa. Apenas o Clube dos Fenianos se apresentou, sendo declarado o vencedor do concurso.

## Escolas de samba

### Supercampeonato
O desfile da primeira divisão, chamado de Supercampeonato, foi realizado no domingo, dia 12 de fevereiro de 1956, na Avenida Presidente Vargas, no sentido em direção à Rua Uruguaiana. Previsto para começar às 21 horas, teve início somente às 22. Foi organizado pela Associação das Escolas de Samba do Brasil (AESB); pela Confederação Brasileira das Escolas de Samba (CBES); e pelo Departamento de Turismo e Certames do Distrito Federal.
| Ordem dos desfiles |
| 1. Unidos da Tijuca 2. Acadêmicos do Salgueiro 3. Paraíso do Tuiuti 4. Filhos do Deserto 5. Unidos da Congonha 6. Unidos de Bento Ribeiro 7. Unidos do Salgueiro 8. Estação Primeira de Mangueira 9. Unidos do Indaiá 10. Paz e Amor 11. Aprendizes de Lucas 12. Caprichosos de Pilares 13. Vai Se Quiser 14. Beija-Flor 15. Unidos do Cabuçu 16. Portela 17. Unidos da Capela 18. Império Serrano 19. Corações Unidos de Jacarepaguá |

#### Julgadores
A comissão julgadora foi formada por: Canuto Silva (Jornalista); Helba Nogueira (Coreógrafa); Francisco Gallotti (Escultor); Bené Alexandre (Músico); e Gabriela Leite de Brito (Bordadeira).

#### Classificação
Campeão do ano anterior, o Império Serrano venceu novamente, conquistando seu sexto título na elite do carnaval. A escola se apresentou com o enredo "Caçador de Esmeraldas ou Sonho das Esmeraldas", sobre a busca do bandeirante Fernão Dias Paes Leme por pedras preciosas. A Portela ficou com o vice-campeonato com um desfile sobre as riquezas do Brasil. Últimas colocadas, Unidos da Congonha, Unidos do Indaiá e Unidos do Salgueiro foram rebaixadas para a segunda divisão.
| Legenda: Campeão Rebaixadas à segunda divisão * Sem informação disponível |

| Col. | Escola                         | Enredo                                                   | Carnavalesco(a)               | Pontos |
| ---- | ------------------------------ | -------------------------------------------------------- | ----------------------------- | ------ |
| 1    | Império Serrano                | Caçador de Esmeraldas ou Sonho das Esmeraldas            | Direção de carnaval           | 102    |
| 2    | Portela                        | Gigante pela Própria Natureza                            | Lino Manuel dos Reis          | 96     |
| 3    | Estação Primeira de Mangueira  | Exaltação a Getúlio Vargas - Emancipação Nacional Brasil | Funcionários da Casa da Moeda | 93     |
| 4    | Acadêmicos do Salgueiro        | Brasil, Fonte das Artes ou A Riqueza das Artes no Brasil | Hildebrando Moura             | 90     |
| 5    | Aprendizes de Lucas            | Paisagens do Sul                                         | *                             | 81     |
| 6    | Unidos da Tijuca               | Sinhá Moça                                               | *                             | 69     |
| 7    | Unidos do Cabuçu               | O Primeiro Centenário do Corpo de Bombeiros              | *                             | 67     |
| 8    | Paz e Amor                     | O Sonho do Caçador de Esmeraldas                         | *                             | 63     |
| 9    | Filhos do Deserto              | Exaltação a Catulo, Luar do Sertão                       | *                             | 62     |
| 10   | Unidos de Bento Ribeiro        | Exaltação à Princesa Isabel                              | *                             | 59     |
| 11   | Paraíso do Tuiuti              | O Circo, a Grande Parada                                 | Júlio Mattos                  | 56     |
| 11   | Unidos da Capela               | Frases que Simbolizaram Uma Pátria                       | *                             | 56     |
| 12   | Beija-Flor                     | O Gaúcho                                                 | Nilo                          | 54     |
| 13   | Corações Unidos de Jacarepaguá | Descoberta do Brasil                                     | *                             | 53     |
| 14   | Caprichosos de Pilares         | Exaltação à Justiça Brasileira                           | *                             | 52     |
| 14   | Vai Se Quiser                  | *                                                        | *                             | 52     |
| 15   | Unidos da Congonha             | A Corte de D. João VI                                    | *                             | 51     |
| 16   | Unidos do Indaiá               | *                                                        | *                             | 48     |
| 16   | Unidos do Salgueiro            | Meu Brasil                                               | *                             | 48     |

### Campeonato
O desfile da segunda divisão, chamado de Campeonato, foi realizado no domingo, dia 12 de fevereiro de 1956, na Praça Onze. Foi organizado pela AESB; pela CBES; e pelo Departamento de Turismo e Certames do Distrito Federal.
| Ordem dos desfiles |
| 1. Além do Horizonte 2. Flor do Lins 3. Cartolinhas de Caxias 4. Acadêmicos do Engenho da Rainha 5. Império da Tijuca 6. Unidos de São Carlos 7. Tupy de Brás de Pina (sem concorrer) 8. Unidos de Vila Isabel 9. União de Vaz Lobo 10. Aprendizes da Boca do Mato 11. Unidos do Barão 12. Independentes do Leblon 13. Recreio de Inhaúma 14. Unidos de Nilópolis (sem concorrer) 15. Índios do Acaú 16. Império de Jacarepaguá 17. União do Catete 18. Capricho do Centenário 19. Império de Campo Grande 20. Unidos do Jacaré 21. Recreio de Rocha Miranda 22. União do Centenário |

#### Julgadores
A comissão julgadora foi formada por: Maria Antonia Trindade (Bordadeira); Mario Santos (Escritor); Gonçalves Dias (Escultor); Pedro Gonçalves de Moura (Músico); e Mercedes Baptista (Coreógrafa).

#### Classificação
Flor do Lins e União do Centenário foram as campeãs, sendo promovidas à primeira divisão. As duas escolas somaram a mesma pontuação final. A vice-campeã, Unidos de Vila Isabel, também foi promovida à disputar o Supercampeonato do ano seguinte. As escolas Tupy de Brás de Pina e Unidos de Nilópolis desfilaram pela primeira vez e por este motivo não participaram da disputa.
| Legenda: Promovidas à primeira divisão * Sem informação disponível |

| Col.                                 | Escola                               | Enredo                                                 | Carnavalesco(a)         | Pontos |
| ------------------------------------ | ------------------------------------ | ------------------------------------------------------ | ----------------------- | ------ |
| 1                                    | Flor do Lins                         | Exaltação a Princesa Isabel, a Redentora da Escravidão | *                       | 85     |
| 1                                    | União do Centenário                  | Palheta no Brasil                                      | *                       | 85     |
| 2                                    | Unidos de Vila Isabel                | Três Épocas                                            | Gabriel Pena            | 74     |
| 3                                    | União de Vaz Lobo                    | General Rondon, Bandeirante do Século XX               | *                       | 65     |
| 4                                    | Acadêmicos do Engenho da Rainha      | Glória a Carlos Gomes                                  | *                       | 61     |
| 5                                    | Unidos de São Carlos                 | Glória aos Imortais do Samba                           | José Coelho             | 57     |
| 6                                    | Cartolinhas de Caxias                | Sonho e Realidade                                      | *                       | 56     |
| 7                                    | Império da Tijuca                    | Constituição de Uma Raça                               | Mário Pereira e Lilinho | 55     |
| 8                                    | Império de Campo Grande              | *                                                      | *                       | 44     |
| 8                                    | Índios do Acaú                       | Descoberta do Brasil                                   | *                       | 44     |
| 9                                    | Unidos do Jacaré                     | Saudação aos Jornalistas Brasileiros                   | *                       | 42     |
| 10                                   | Aprendizes da Boca do Mato           | Principais Riquezas do Brasil                          | *                       | 38     |
| 10                                   | Recreio de Inhaúma                   | Glória a Santos Dumont                                 | *                       | 38     |
| 11                                   | Unidos do Barão                      | Brasil e Seu Progresso                                 | *                       | 37     |
| 12                                   | Capricho do Centenário               | Lei Áurea                                              | *                       | 35     |
| 13                                   | Império de Jacarepaguá               | Indígenas do Brasil                                    | *                       | 33     |
| 14                                   | Independentes do Leblon              | Urbanização das Favelas                                | *                       | 31     |
| 14                                   | União do Catete                      | Três Páginas da História                               | *                       | 31     |
| 15                                   | Além do Horizonte                    | Os Três Imortais                                       | *                       | 23     |
| 15                                   | Recreio de Rocha Miranda             | Esperança do Brasil                                    | *                       | 23     |
| Tupy de Brás de Pina (sem concorrer) | Tupy de Brás de Pina (sem concorrer) | Benfeitores da Cidade em 1902                          | *                       | -      |
| Unidos de Nilópolis (sem concorrer)  | Unidos de Nilópolis (sem concorrer)  | *                                                      | *                       | -      |

## Frevos carnavalescos
O desfile dos frevos foi realizado a partir da noite do domingo, dia 12 de fevereiro de 1956, na Avenida Presidente Vargas. Previsto para começar às 17 horas, teve início somente às 20 horas.

### Julgadores
A comissão julgadora foi formada por: Breno Pessoa; Lopes da Silva; Severino Pessoa; Nunes Sobrinho; e Hildebrando Rocha.

### Classificação
Lenhadores foi o clube campeão.
| Col. | Frevo                         | Pontos |
| ---- | ----------------------------- | ------ |
| 1    | Lenhadores                    | 167    |
| 2    | Batutas da Cidade Maravilhosa | 141    |
| 3    | Misto Toureiros               | 115    |
| 4    | Brasil Frevo                  | 111    |

## Ranchos carnavalescos
O desfile dos ranchos foi realizado a partir da noite da segunda-feira, dia 13 de fevereiro de 1956, na Avenida Rio Branco. Previsto para começar às 20 horas, teve início somente às 22 horas e 15 minutos.
| Ordem dos desfiles |
| 1. Aliados de Quintino 2. Unidos do Cunha 3. União dos Caçadores 4. Índios do Leme 5. Resedá 6. Inocentes do Catumbi 7. Aliança de Quintino 8. Tomara Que Chova |

### Julgadores
A comissão julgadora foi formada por: João Ferreira Gomes (jornalista); Adolfo Hungerbuhler (escultor); Bernardo Bomtempo (maestro); Franklin Fonseca (cenógrafo); Manuel Vilanova (bordador).

### Classificação
União dos Caçadores foi campeão com dois pontos de vantagem para o Unidos do Cunha. Os caçadores desfilaram com o enredo "A Sinfonia das Cores no Reino das Pedras Preciosas". Abaixo, os cinco primeiros colocados.
| Col. | Rancho              | Pontos |
| ---- | ------------------- | ------ |
| 1    | União dos Caçadores | 234    |
| 2    | Unidos do Cunha     | 232    |
| 3    | Aliança de Quintino | 209    |
| 4    | Resedá              | 141    |
| 5    | Aliados de Quintino | 99     |

## Sociedades carnavalescas
O desfile das grandes sociedades foi realizado na noite da terça-feira de carnaval, dia 14 de fevereiro de 1956. A imprensa classificou o desfile como um fracasso. Apenas uma grande sociedade desfilou, o Clube dos Fenianos. Também desfilaram a Associação dos Cronistas Carnavalescos e o Grupo dos Independentes. Clubes tradicionais como Democráticos, Tenentes do Diabo e Pierrôs da Caverna não se apresentaram alegando deficiência no auxílio financeiro da Prefeitura. Única grande sociedade a desfilar, o Clube dos Fenianos foi proclamado vencedor da disputa.
| Ordem dos desfiles                                                                         |
| 1. Associação dos Cronistas Carnavalescos 2. Grupo dos Independentes 3. Clube dos Fenianos |